# Geodeterminismus
Geodeterminismus (auch Naturdeterminismus, Umweltdeterminismus oder Ökodeterminismus) ist ein Forschungsansatz der Wirtschaftsraumanalyse, der besagt, dass die unterschiedliche Wirtschaftsentwicklung in verschiedenen Teilen der Welt in erster Linie durch die natürliche Ausstattung bestimmt ist.

## Überblick
Der Geodeterminismus war die dominierende theoretische Denkrichtung der Geographie, besonders der Humangeographie, des 19. und Anfang des 20. Jahrhunderts und war in Deutschland besonders stark vertreten. Der theoretische Gegenentwurf zu diesem Denkbild ist der Geopossibilismus, der seine Vertreter hauptsächlich in Frankreich hatte (z. B. Paul Vidal de la Blache). Die bloße Beschreibung der Tatsache, dass Menschen und Gesellschaften sich an ihre natürliche Umwelt anpassen, sie sich zu Nutze machen und von bestimmten natürlichen Ressourcen (z. B. Boden, Wasser) abhängen, ist allein noch nicht als geodeterministische Denkweise zu bezeichnen.

## Grundprinzipien
Der Geodeterminismus geht von einer organischen Verbindung von Raum und Mensch aus. Das heißt, dass der absolute Raum „an sich“ (Vulgärmaterialismus) eine eigenständige Wirkmächtigkeit auf den Menschen hat und somit sein Handeln nicht nur beeinflusst, sondern die Kultur und Gesellschaft bestimmt.
Benno Werlen präzisiert dies so: „Gemäß der Grundthesen des Geodeterminismus sind alle menschlichen Kulturen und Gesellschaften als Ausdrucksformen natürlicher Bedingungen anzusehen und ursächlich auf diese zurückzuführen.“ Die Raumkonzeption des Geodeterminismus gaukelt eine organische Einheit zwischen Mensch und Raum vor, was auch im Nationalsozialismus eine Rolle spielte. Autoren wie Ratzel und die Gebrüder Haushofer spielten hier eine wichtige Rolle und begründeten eine umstrittene Politische Geographie, die weltweit rezipiert wurde und in den angelsächsischen Ländern auch kontinuierlich weiterentwickelt wurde. Neue Ansätze hierzu sind in Deutschland erst seit kurzem wieder im Entstehen.

## Geodeterminismus in der Entwicklungsländerforschung
Geodeterministische Ansätze führen Armut und Hunger in Afrika, Asien und Lateinamerika (vorwiegend) auf ungünstige natürliche Verhältnisse zurück, beispielsweise auf Mangel an bebaubarem Land und sauberem Wasser (verbunden mit Überbevölkerung), ungünstige klimatische Bedingungen (die zu Dürre oder Überschwemmungen führen können), Desertifikation, die Verbreitung von Tropenkrankheiten, das Nichtvorhandensein von Bodenschätzen oder die Isolierung durch Binnenlage. Jared Diamond nennt in seinem Buch „Arm und Reich“ (im Original „Guns, Germs and Steel“) die Verfügbarkeit von für die Landwirtschaft und Nutztierhaltung geeigneten Pflanzen und Tierarten, den durch das Mittelmeer und die Landbrücke nach Asien möglichen Handel und Austausch sowie die Anpassung an die mit der Nutztierhaltung verbundenen Krankheitserreger als Grundlage der europäischen Wirtschaftsentwicklung. 
Ausdruck des Geodeterminismus sind die Begriffe Entwicklungsländer ohne Meereszugang (31 arme, abseits der Meere gelegene Länder) und Vierte Welt (rohstoffarme, ärmste Länder der Welt). Weniger verbreitet ist die ebenfalls geodeterministische Bezeichnung Fünfte Welt, welche innerhalb der „ärmsten Länder“ der Vierten Welt jene ohne Bodenschätze und ohne Zugang zum Meer benennt.
Als typisches Beispiel für Armut aufgrund ungünstiger natürlicher Ursachen werden die Länder der Sahelzone genannt. Diese sind allesamt von Desertifikation und natürlichen Klimaschwankungen betroffen, verfügen über wenig Bodenschätze und sind größtenteils Binnenländer. Demgegenüber stellt Axelle Kabou das Unvermögen der Afrikaner zu langfristiger Wirtschaftsplanung, geprägt durch den jahrhundertelangen Sklavenhandel, gegenüber.
Max Weber betonte hingegen die Rolle der Religion, insbesondere des Protestantismus bei der Wirtschaftsentwicklung auch in klimatisch ungünstigen Regionen, etwa in Skandinavien.
Der Kanadier John Kenneth Galbraith betont die Rolle und hohe Motivation von Flüchtlingen, und des Bildungsstandes als Grundlage des deutschen Wiederaufbaus und der Überwindung der ungeheuren Kriegszerstörungen nach 1945 und vergleicht diese Situation (durchaus positiv) etwa mit den Sikhs im indischen Punjab und der Rolle der Auslandschinesen.
Siehe auch: Ursachen der wirtschaftlichen Unterentwicklung Afrikas

## Kritik in der Entwicklungsländerforschung
Hierbei soll aufgezeigt werden, dass meist verschiedene – sowohl natürliche als auch menschengemachte – Faktoren für Hunger und Armut verantwortlich sind. So werden die Auswirkungen schwankender Niederschläge oft durch Entwaldung und Übernutzung der Böden verschärft. Landmangel kommt in vielen Entwicklungsländern auch daher, dass die fruchtbarsten Böden von Großgrundbesitzern für den Anbau von Exportprodukten (export-oriented cash crops) genutzt werden, während für die kleinbäuerliche Produktion von (Grund-)Nahrungsmitteln (food crops) nur Land von mangelhafter Qualität übrig bleibt. Auch Korruption, ungenügende Verwaltungsstrukturen und demokratische Mitbestimmung, mangelnde Bildung und religiös-kulturell bedingte Defizite werden als interne Erklärungsmuster herangezogen, die Terms of Trade, kriegerische Auseinandersetzungen und internationale Vorgaben als externe Ursachen.
Länder, die trotz nachteiliger natürlicher Bedingungen wirtschaftlich erfolgreich sind, so etwa die Schweiz ein gebirgiges Binnenland ohne nennenswerte Bodenschätze und auch der Erfolg von Singapur, Israel und Teilstaaten der USA wie Utah und Arizona widersprechen einer platten geodeterministischen Sichtweise.
Im Gegenzug gibt es sehr rohstoffreiche Länder wie die Demokratische Republik Kongo, Angola oder den Sudan, die zu den ärmsten Ländern zählen. In diesem Zusammenhang ist gar von einem sogenannten „Ressourcenfluch“ die Rede, wenn das Vorhandensein von natürlichen Ressourcen wie Erdöl oder Diamanten und unzureichende Good Governance zusammentreffen bzw. die allgemeine Wirtschaftsentwicklung eher hemmt als fördert. Als Gegenbeispiel wird die Grenze zwischen Norwegen und Russland angeführt, die das weltweit höchste Wohlstandsgefälle und große umstrittene maritime Rohstoffvorkommen aufweist, ohne als Krisengebiet zu gelten.

## Vertreter der geodeterministischen Geographie
- Carl Ritter (1779–1859)
- Ferdinand von Richthofen (1833–1905)
- Friedrich Ratzel (1844–1904)
- Ellsworth Huntington (1876–1947)
- Karl Haushofer (1869–1946)
- Jared Diamond
- Thomas Griffith Taylor (1880–1963)